# КК Галатасарај
КК Галатасарај (тур. Galatasaray S.K.) турски је кошаркашки клуб из Истанбула. У сезони 2024/25. такмичи се у Првој лиги Турске и у ФИБА Лиги шампиона.

## Историја
КК Галатасарај је основан 1911. године и то је први кошаркашки клуб у Турској. Историја клуба почиње причом о Ахмету Робенсону, наставнику физичког у средњој школи Галатасарај, који је тада својим ученицима по први пут представио кошарку и на тај начин донео овај спорт у Турску.
По броју освојених титула клуб је рекордер некадашњих кошаркашких шампионата Турске (11 пута у периоду 1946—1966) и Истанбула (17 пута у периоду 1934—1961), али је у актуелном формату највишег националног ранга кошаркашких такмичења основаном 1966, Првој лиги Турске, освојио тек 5 трофеја, уз неколико титула победника купова.
Успеси на међународној сцени су дуго изостајали, па је први значајнији резултат клуба дошао тек у сезони 2007/08. када освајају четврто место у Еврокупу. У сезони 2015/16. коначно су успели да освоје Еврокуп, а тада су у финалном двомечу савладали су екипу Стразбура ИГ укупним резултатом 140 : 133 (62 : 66, 78 : 67). У сезони 2011/12. по први пут успели су се пласирају и у највиши европски кошаркашки ранг Евролигу, а највећи успех у овом такмичењу било је четвртфинале изборено сезоне 2013/14.

## Успеси

### Национални
- Првенство Турске:
  - Првак (5): 1969, 1985, 1986, 1990, 2013.
  - Вицепрвак (3): 1987, 2011, 2014.

- Куп Турске:
  - Победник (3): 1970, 1972, 1995.
  - Финалиста (2): 1969, 2013.

- Куп Председника:
  - Победник (2): 1985, 2011.
  - Финалиста (4): 1986, 1990, 1995, 2013.

### Међународни
- Еврокуп:
  - Победник (1): 2016.

- ФИБА Лига шампиона:
  - Финалиста (1): 2025.

## Учинак у претходним сезонама
| Сез.     | Првенство Турске | Куп Турске   | Европско такмичење               |
| -------- | ---------------- | ------------ | -------------------------------- |
| 2007/08. | Четвртфинале ПО  | —            | УЛЕБ куп — 4. место              |
| 2008/09. | Полуфинале ПО    | Полуфинале   | Еврочеленџ — Топ 16              |
| 2009/10. | 9. место         | —            | Еврокуп — Топ 16                 |
| 2010/11. | Вицепрвак        | Полуфинале   | Еврокуп — Топ 16                 |
| 2011/12. | Полуфинале ПО    | Полуфинале   | Евролига — Топ 16                |
| 2012/13. | Првак            | Финалиста    | Еврокуп — Топ 16                 |
| 2013/14. | Вицепрвак        | Полуфинале   | Евролига — Четвртфинале          |
| 2014/15. | Четвртфинале ПО  | Четвртфинале | Евролига — Топ 16                |
| 2015/16. | Полуфинале ПО    | Четвртфинале | Еврокуп — Победник               |
| 2016/17. | Четвртфинале ПО  | Полуфинале   | Евролига — 12. место             |
| 2017/18. | 9. место         | —            | Еврокуп — Топ 16                 |
| 2018/19. | Полуфинале ПО    | Четвртфинале | Еврокуп — Топ 24                 |
| 2019/20. | прекинуто        | Полуфинале   | Еврокуп — Топ 16                 |
| 2020/21. | 14. место        | није игран   | ФИБА Лига шампиона — Групна фаза |
| 2021/22. | Полуфинале ПО    | Полуфинале   | ФИБА Лига шампиона — Топ 16      |
| 2022/23. | Четвртфинале ПО  | није игран   | ФИБА Лига шампиона — Топ 16      |
| 2023/24. | Четвртфинале ПО  | Четвртфинале | ФИБА Лига шампиона — Топ 16      |
| 2024/25. | —                | Полуфинале   | ФИБА Лига шампиона — Финалиста   |

## Познатији играчи
- Ченк Акјол
- Фуркан Алдемир
- Лукша Андрић
- Пјетро Арадори
- Карлос Аројо
- Ендер Арслан
- Енгин Атсур
- Јан Вујукас
- Керем Гонлум
- Џамонт Гордон
- Џамон Гордон
- Синан Гулер
- Милан Гуровић
- Хенри Домеркант
- Нихад Ђедовић
- Зоран Ерцег
- Андрија Жижић
- Патрик Јанг
- Симас Јасаитис
- Јака Лакович
- Алекс Марић
- Милан Мачван
- Попс Менса-Бонсу
- Дејан Милојевић
- Владимир Мицов
- Мартинас Поцјус
- Тејлор Рочести
- Борис Савовић
- Даријус Сонгајла
- Керем Тунчери
- Нејтан Џавај

## Познатији тренери
- Ергин Атаман